# Natação nos Jogos Olímpicos de Verão da Juventude de 2014 - 100 m costas Rapazes
As provas de natação' dos' 100 m costas de rapazes nos Jogos Olímpicos de Verão da Juventude de 2014 decorreram a 17 e 18 de Agosto de 2014 no natatório do Centro Olímpico de Desportos de Nanquim em Nanquim, China. Na final, Evgeny Rylov (Rússia) e Simone Sabbioni (Itália) repartiram o Ouro ao terem terminado exactamente com o mesmo tempo. Li Guangyuan ganhou o Bronze para a China.

## Medalhistas
| Ouro   | RUS Evgeny Rylov ITA Simone Sabbioni |
| Bronze | CHN Li Guangyuan                     |

## Resultados da final
| Pos.              | Linha | Nadador                  | Tempo total | Diferença |
| ----------------- | ----- | ------------------------ | ----------- | --------- |
| Medalha de ouro   | 3     | RUS Evgeny Rylov         | 54.24       |           |
| Medalha de ouro   | 4     | ITA Simone Sabbioni      | 54.24       |           |
| Medalha de bronze | 5     | CHN Li Guangyuan         | 54.56       | +0.32     |
| 4                 | 6     | GRE Apostolos Christous  | 55.06       | +0.82     |
| 5                 | 2     | ROU Robert Andrei Glinta | 55.21       | +0.97     |
| 6                 | 1     | GBR Luke Greenbank       | 55.38       | +1.14     |
| 7                 | 7     | GER Marek Ulrich         | 55.42       | +1.18     |
| 8                 | 8     | USA Patrick Mulcare      | 58.08       | +3.84     |